# Carpineto della Nora
Carpineto della Nora är en ort och kommun i provinsen Pescara i regionen Abruzzo i Italien. Kommunen hade 606 invånare (2018).